# Noltea africana

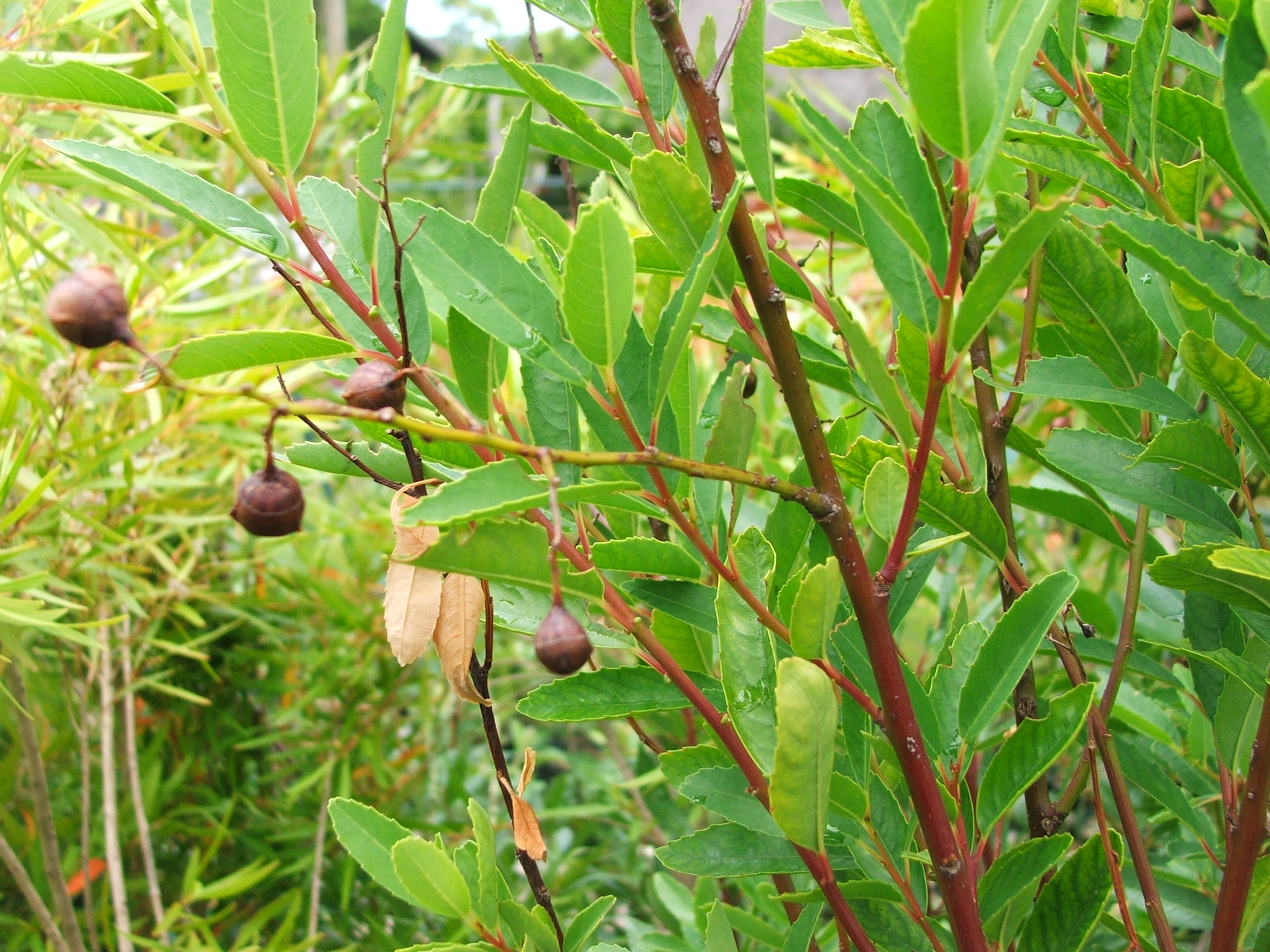
Früchte

Noltea africana ist eine Art aus der Familie der Kreuzdorngewächse (Rhamnaceae) und der einzige Vertreter der Gattung Noltea. Sie ist in Südafrika beheimatet.

## Beschreibung
Noltea africana sind immergrüne Sträucher oder kleine Bäume mit einer Höhe von bis über 4 Meter. Die kahlen Zweige sind rötlich.
Ihre kurz gestielten, ledrigen und einfachen Laubblätter stehen wechselständig zueinander und sind beiderseits verschieden gefärbt. Sie sind abgerundet bis stumpf, manchmal eingebuchtet und mehr oder weniger gekerbt bis gesägt und eiförmig bis verkehrt-eiförmig. Der kurze Blattstiel ist rötlich. Es sind drüsenförmige Nebenblätter ausgebildet.
Die duftenden, kleinen und weiß-purpurnen Blüten stehen in achselbürtigen oder endständigen, wenigblütigen Zymen oder in kleinen Rispen. Die zwittrigen und fünfzähligen Blüten sind gestielt mit doppelter Blütenhülle. Der kurze Blütenbecher ist becherförmig, an seinem unteren Bereich ist er mit dem sehr dünnen Diskus verwachsen. Die gefärbten Kelchzipfel sind dreieckig. Die kleinen, weißen Petalen sind spatelförmig. Die kurzen Staubblätter liegen in den kapuzenförmigen Petalen. Der Fruchtknoten ist halbunterständig und meist dreifächrig, mit relativ kurzem Griffel mit dreiteiliger Narbe.
Es werden erst rötliche, dann dunkelbraune und rundliche, kleine und holzige, bis etwa 1 Zentimeter große, dreiteilige Kapselfrüchte mit beständigem Blütenbecher gebildet. Die einkammerigen „Endokarpidien“ öffnen sich auf der Innenseite. Die etwa 4–5 Millimeter langen, harten Samen sind schwärzlich.

## Verbreitung und Systematik
Das Basionym der Gattung Noltea, Willemetia und die Art Willemetia africana wurde 1826 und erneut 1827 mit Beschreibung von Adolphe Brongniart aufgestellt. Die Gattung Willemetia wurden 1828 von Heinrich Gottlieb Ludwig Reichenbach nudum in die Gattung Noltea überführt, allerdings erwähnte er nicht Willemetia africana. Stephan Ladislaus Endlicher stellte 1842 dann die Art Noltea africana nach Willemetia africana auf. Das Basionym der Art Noltea africana, Ceanothus africanus wurde 1753 von Carl von Linné in Sp. Pl.: 196 aufgestellt.
Sie finden sich in Südafrika. Innerhalb der Kreuzdorngewächse wird Noltea africana in die Tribus Rhamneae eingeordnet. Der Gattungsname ehrt den deutschen Botaniker Ernst Ferdinand Nolte (1791–1875).